# Verband für internationale Verständigung
Der Verband für internationale Verständigung war eine 1911 von Otfried Nippold und Alfred Hermann Fried gegründete deutsche pazifistische Vereinigung, welcher der internationalen Vereinigung Conciliation Internationale, diese ihrerseits 1905 gegründet durch Paul Henri d’Estournelles de Constant, nahestand.
Der Verband bewegte sich im akademischen Milieu. Sein Ziel war, durch Kodifizierung des Völkerrechts und die Errichtung internationaler Schiedsgerichte politische Spannungen zwischen den Staaten, insbesondere dem Deutschen Reich und Frankreich, zu mindern. Er hielt 1912 in Heidelberg und 1913 in Nürnberg Kongresse ab, an denen viele Franzosen teilnahmen. Der Verband stand der Zeitschrift „März“ sehr nahe.
Er fand in den 1990er Jahren mit der Gründung des Verbandes für internationale Politik und Völkerrecht eine gewisse Fortsetzung.